# Isaro Kayitesi
Pour les articles homonymes, voir Kayitesi.
Isaro Kayitesi est une actrice de cinéma, de séries télévisées et de théâtre australienne,.

## Filmographie
- 2006 : All Saints (en) (série télévisée) : l'adolescente
- 2011 : Panic at Rock Island (téléfilm) : la fille saoule
- 2011 : Crownies (série télévisée) : la couturière (2 épisodes)
- 2013 : Wonderland (série télévisée) : Tamsyn
- 2013 : Machete Girl, the Hacker Chronicles (série télévisée) : Cyborg (3 épisodes)
- 2013 : Love of my Life : Keira
- 2014 : Zoe.Misplaced : Aimee
- 2014 : Wingman (série télévisée) : la fille en noire
- 2014 : Soul Mates (série télévisée) : Trix (6 épisodes)
- 2015 : Tony (mini-série) : Julia d'Adélaïde
- 2016 : Drawcard (court métrage) : Daniella
- 2016 : Starting From … Now! (série télévisée) : Raven
- 2016 : The Hardest Night (court métrage) : Jenny Keyes
- 2016 : Hyde & Seek (série télévisée) : Jasmine
- 2017 : Chapter One: Book Club (court métrage) : Parris Harris
- 2017 : Outcasting (série télévisée) : Janet
- 2017 : Pulse : Britney
- 2017 : Life of the Party : Gracie Jones
- 2018 : Titans Blood : Alberta